# Корнієнки
Корніє́нки — село Миргородського району Полтавської області. Населення станом на 2001 рік становило 388 осіб. Входить до складу Білоцерківської сільської громади.

## Географія
Село Корнієнки знаходиться на правому березі річки Балаклійка, біля її витоків, нижче за течією на відстані 2 км розташоване село Писарівщина, на протилежному березі — село Трудолюбиве. На річці є кілька загат. На південному напрямку — Шпирни.
Віддаль до селища Велика Багачка — 29 км. Найближча залізнична станція Сагайдак — за 37 км.

## Історія
Село Корнієнки було засноване у XVIII ст.
Назва села походить від імені першого поселенця — козака Корнієнка.
У 1900 році хутір Корнієнки належав до Остапівської волості Хорольського повіту, налічував 40 дворів, 135 жителів. Хутір входив до Балаклійської козацької громади.
У 1912 році хутір входив до складу Балаклійської волості Хорольського повіту, налічував 398 жителів.
У січні 1918 року в селі було розпочалась радянська окупація.
У 1928 році в селі виникли перші партійні осередки.
У 1930 році в Корнієнках було створено колгосп ім. М. І. Калініна.
У 1932–1933 роках внаслідок Голодомору, проведеного радянським урядом, у селі загинуло 138 мешканців, у тому числі встановлено імена 65 загиблих.
У період німецько-фашистської окупації (14 вересня 1941 — 24 вересня 1943) гітлерівці стратили 2 жителів села, вивезли на примусові роботи до Німеччини 24 чол. (по сільській раді — 121 чол.).
У 1959 році в селі було відкрито пам'ятник воїнам-односельцям, які полягли під час Німецько-радянської війни.
Рішенням Полтавського облвиконкому від 24 липня 1973 року було перенесено центр Мостовівщинської сільради Великобагачанського району в с. Корнієнки і сільраду перейменовано у Корнієнківську.
У 1990 році населення села становило 441 жителя.
У 1991 році в селі був колгосп "Вітчизна" (зерново-буряківничого напряму), початкова школа, відділення зв'язку та ощадбанку, фельдшерсько-акушерський пункт.
Село було центром Корнієнківської сільської ради Великобагачанського району, до якої також належали населені пункти Вишарі, Мостовівщина, Попове, Трудолюбиве, Цикали, Шпирни.
13 жовтня 2016 року шляхом об'єднання Корнієнківської та Рокитянської сільських рад Великобагачанського району була утворена Рокитянська сільська об'єднана територіальна громада з адміністративним центром у с. Рокита.

## Економіка
- Молочно-товарна ферма

## Об'єкти соціальної сфери
- Корнієнківська загальноосвітня школа І ступеня
- Дитячий садок "Перлинка"

## Пам'ятки історії
- Пам'ятник воїнам-односельцям, які полягли під час Німецько-радянської війни